# Joseph Meister
Joseph Meister (París, 21 de febrer de 1876 - París, 24 de juny de 1940) va ser la primera persona inoculada contra la ràbia per part de Louis Pasteur, i la primera persona que va ser tractada amb èxit d'aquesta infecció. Tanmateix, no és segur que el gos que el va mossegar, que va ser mort a trets, tingués la ràbia i, per tant, no es pot assegurar que realment aquesta primera vacunació fos efectiva.
l'any 1885, Meister tenia nou anys i va ser mossegat per un gos rabiós. Malgrat que Pasteur no comptava amb llicència per exercir la medicina i no era pas metge, va decidir tractar aquest infant contra la ràbia amb un virus vacuna crescut en conills de laboratori. Aquest tractament va tenir èxit i el nen no va desenvolupar la ràbia.
D'adult, Meister va treballar en funcions immobiliàries a l'Institut Pasteur fins a la seva mort el 1940 als 64 anys. Es va suïcidar, amb un forn de gas, el 24 de juny de 1940, deu dies després que els alemanys nazis envaïssin París durant la Segona Guerra Mundial.
No se sosté la versió que el seu suïcidi fos per evitar que la Wehrmacht entrés a la cripta de l'Institut Pasteur. En lloc d'això, els testimonis familiars indiquen que estava preocupat pel fet d'haver deixat marxar la seva família i que això els podria haver provocat la mort (cosa que en realitat no va succeir).